# Colposcopie

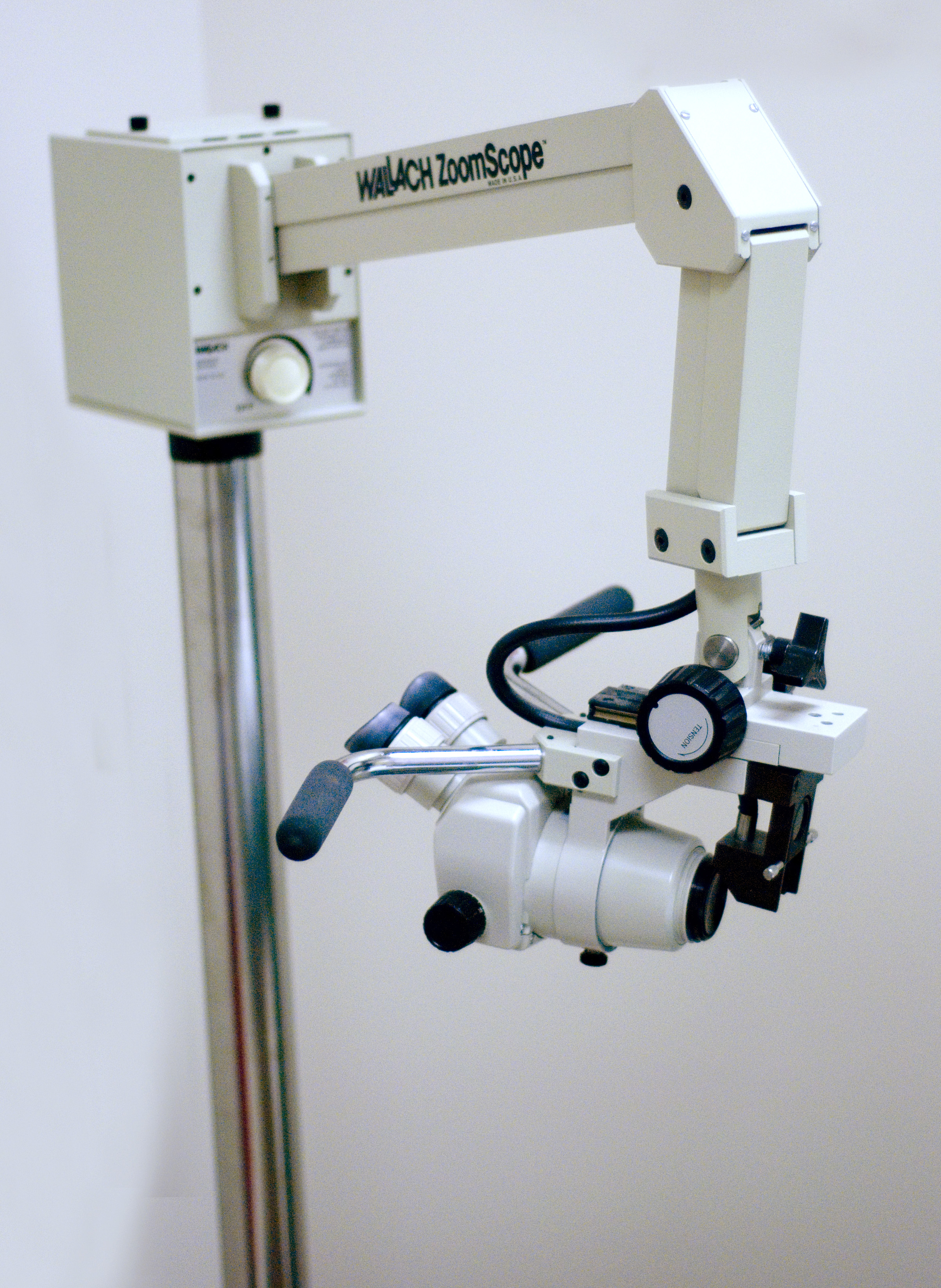
De colposcoop die gebruikt wordt bij colposcopie.

Colposcopie is in de gynaecologie een onderzoekstechniek waarbij de baarmoedermond (portio van de cervix uteri) wordt geïnspecteerd met een 10-20x vergrotende binoculaire stereomicroscoop. Hierdoor worden ook kleine afwijkingen makkelijk gezien en kunnen deze zo nodig gericht worden gebiopteerd.
Het onderzoek verloopt op de in de gynaecologie gangbare wijze, de vrouw ligt wijdbeens met de benen in steunen, de gynaecoloog brengt een speculum in de vagina om de baarmoederhals te kunnen zien en kijkt dan hiernaar door de microscoop, die een lange werkafstand heeft tussen objectief en object en die dus niet zelf in de schede hoeft te worden gebracht.
De colposcopie wordt in de meeste gevallen verricht na een afwijkend uitstrijkje om de afwijking nader te karakteriseren. Bij de colposcopie wordt vaak het cervixslijmvlies met een zwakke oplossing van azijnzuur behandeld; afwijkende stukjes slijmvlies worden hierdoor veel beter zichtbaar.
Een onderzoek met een colposcoop wordt meestal zonder verdoving uitgevoerd. Men voelt er nauwelijks iets van. In de meeste gevallen wordt het onderzoek echter gecombineerd met een biopsie van de cervix, waarbij wat weefsel van één of meerdere plaatsen op de baarmoedermond wordt weggenomen. Tijdens deze handeling voelen de meeste vrouwen wel krampen of hebben ze last van licht bloedverlies na de behandeling.